# Gavineta cua de tisora
La gavineta cua de tisora (Creagrus furcatus) és una gavina endèmica de les illes Galápagos i és una de les poques que s'alimenten de nit al mar. Es caracteritza pel seu plomatge grisós, quasi negre al cap i quasi blanc al pit; les potes són d'un color vermellós i destaca l'anell també vermellós al voltant de l'ull.
És l'única espècie del gènere Creagrus.
L'alimentació es basa en calamars i peixos superficials. A causa dels seus hàbits alimentaris nocturns aquesta gavina està ben adaptada als ambients foscos: ulls grans i bec blanquinós, fàcil d'identificar per les seves cries una vegada ha tornat al niu. Viu en colònies a la majoria d'illes de l'arxipèlag. L'aparellament es dona cada 10 mesos, aproximadament.